# Richard Gassler
Richard Gassler (även Gaßler), född 5 december 1889, död 30 juli 1942, var en tysk överstelöjtnant i Ordnungspolizei. Under andra världskriget var han befälhavare för Ordnungspolizei (Befehlshaber der Ordnungspolizei, BdO) i distriktet Krakau i Generalguvernementet.
Gassler omkom i en trafikolycka.